# Південно-Курильська протока
Південно-Кури́льська протока (рос. Южно-Курильский пролив, яп. 南千島海峡（みなみちしまかいきょう), кириліз.: Мінамі Тісіма кайкё) — протока Курильських островів, що відділяє острів Кунашир Великої Курильської гряди від островів Хабомай та острова Шикотану Малої Курильської гряди. На півдні з'єднується з протоками Зради та Радянською. Ширина від 45 до 60 км. Глибини не перевищують 200 м. На березі протоки на острові Кунаширі знаходиться смт Южно-Курильськ.
Адміністративно — територія Южно-Курильського міського округу Сахалінської області Російської Федерації. Японія вважає протоку своєю, адміністративно відносячи її до складу округу Немуро префектури Хоккайдо.